# 孟定府
孟定御夷府，常簡稱孟定府，是明清時期存在於滇西地區的一個土府，土司為刀姓，後來為罕姓，位於鎮康州南方，約為今耿馬傣族佤族自治縣。

## 歷史
元朝有孟定軍民總管府（孟定路）。明朝洪武十五年（1382年）三月，設孟定御夷府，土司為刀姓。正統年間，明三征麓川，孟定土司因亂事逃走。木邦土目罕葛從征有功，王驥令其食孟定之土。明末時曾臣服於緬甸，清朝政府延續明朝的制度，仍授與世襲，属永昌府。

## 孟定土司列表[3]
- 罕葛
- 罕見明
- 罕宋
- 罕珍
- 罕監猛
- 罕大興
- 罕大亮
- 罕梁發
- 罕翁
- 罕尊
- 罕中興

## 延伸阅读
[在维基数据编辑]
 《欽定古今圖書集成·方輿彙編·職方典·孟定府部》，出自陈梦雷《古今圖書集成》
1. 龔蔭. . 昆明: 雲南民族出版社. 1985.